# Basilica di Sant'Agnese (Ravenna)
La basilica di Sant'Agnese è un edificio di culto scomparso della città di Ravenna, anticamente situato nell'attuale piazza Kennedy.

## Storia
Fu fatta erigere alla metà del V secolo dal vescovo Esuperanzio e da Gemello. Presso il presbiterio trovarono riposo le spoglie mortali del vescovo collocate sotto una lastra di porfido profanate e traslate in duomo l'anno 1809.
Era un edificio a tre navate prospiciente l'antico Foro dell'oppidum ravennate, decorata con mosaici e marmi sectili.
All'interno era conservata una 'effigie argentea' della città citata da Agnello come dono del vescovo Esuperanzio.
Il complesso ecclesiastico comprendeva un chiostro adibito a lapidario, una torre campanaria a base quadrata e un'ardica addossata alla facciata.
L'edificio subì numerosi rimaneggiamenti in epoca medievale e rinascimentale sino alla riduzione a una sola navata nel XVII secolo e la secolarizzazione a uso abitativo dopo le soppressioni napoleoniche. L'edificio venne abbandonato e successivamente demolito prima del 1844. Dalla demolizione si salvarono tre colonne bizantine e un capitello romano, trasportate nella corte del vicino Palazzo Rasponi dalle Teste.
I ruderi della navata maggiore e di alcune arcate erano ancora visibili nel 1938 all'alba dei lavori di bonifica dell'intero isolato a uso di piazza destinata al locale mercato.
Nel 2015 durante dei lavori in piazza Kennedy furono rinvenuti i resti della basilica. Nel 2016 i resti sono stati ricoperti.